# فدراسیون فوتبال فیلیپین
فدراسیون فوتبال فیلیپین نهاد اداره‌کنندهٔ فوتبال در فیلیپین است. این نهاد در سال ۱۹۰۷ پایه‌گذاری شده و اکنون عضو کنفدراسیون فوتبال آسیا است. در حال حاضر ریاست این نهاد بر عهدهٔ ماریانو آرانتا می‌باشد.